# Parasphendale costalis
Parasphendale costalis är en bönsyrseart som beskrevs av Kirby 1904. Parasphendale costalis ingår i släktet Parasphendale och familjen Mantidae. Inga underarter finns listade i Catalogue of Life.